# 五大營養素
五大營養素是指碳水化合物、蛋白質、脂肪、礦物質和維生素這五大營養素的總稱。
五大營養素缺一不可，而且攝取量必須平衡，否則就會引起身體不適，出現過重、肥胖、營養不良、或各種因為缺乏某種礦物質或維生素而產生的疾病。
水和纖維素也是人体必需的两大營養素。